# Snellenius gelleus
Snellenius gelleus är en stekelart som beskrevs av Nixon 1965. Snellenius gelleus ingår i släktet Snellenius och familjen bracksteklar. Inga underarter finns listade i Catalogue of Life.